# The Company She Keeps
The Company She Keeps is een Amerikaanse dramafilm in zwart-wit uit 1951 onder regie van John Cromwell. Destijds werd de film in Nederland uitgebracht onder de titel Onzichtbare boeien.

## Verhaal
Mildred Lynch zit al twee jaar in de gevangenis voor het vervalsen van cheques, maar wordt vanwege goed gedrag vervroegd vrijgelaten. Met behulp van haar reclasseringsambtenaar Joan Willburn, verandert Mildred haar naam naar Diane Stuart en vindt werk in een ziekenhuis. Ze heeft een moeilijke jeugd gehad en kampte bovendien jarenlang met een alcoholprobleem; om die reden heeft ze geen klik met Joan, die haar leven goed op orde heeft. Al gauw krijgt Diane last van allerlei beperkingen in vrijheden die Joan haar oplegt, waardoor ze steeds meer bitter wordt. Ondertussen wordt ze verliefd op Larry Collins, de partner van Joan die graag in het huwelijksbootje met Joan stapt; Joan heeft echter al eerder een huwelijksaanzoek afgewezen vanwege drukte op haar werk.
Stiekem neemt Diane Larry mee uit, en het duo wordt al gauw verliefd op elkaar. Joan betrapt hen op heterdaad in een bar. Ze voelt zich verraden door Diane, maar vanwege haar zachtaardige houding verlinkt Joan haar niet. Ze geeft zelfs haar zegen aan het koppel om met elkaar te trouwen, op voorwaarde dat Diane hem vertelt over haar criminele verleden. Diane is doodsbang de waarheid aan Larry te zeggen, maar hij houdt onvoorwaardelijk van haar en maalt niet om haar verleden. 
Niet veel later wordt Diane door een collega gemanipuleerd om deel te namen aan een roof op het ziekenhuis. De roof loopt uit op een mislukking en Diane wordt gearresteerd. Nadat Joan de rechter verzoekt om een milde uitspraak te doen, wordt Diane vrijgesproken. Met behulp van Joans zachtaardigheid krijgt Diane zodoende haar vertrouwen in de medemens terug.

## Rolverdeling
| Acteur          | Personage                              |
| --------------- | -------------------------------------- |
| Lizabeth Scott  | Joan Willburn                          |
| Jane Greer      | Mildred Lynch/Diane Stuart             |
| Dennis O'Keefe  | Larry                                  |
| Fay Baker       | Tilly Thompson                         |
| John Hoyt       | Rechter Kendall                        |
| Irene Tedrow    | Mrs. Seeley                            |
| Beau Bridges    | Obie, kind op treinstation (ongenoemd) |
| Dorothy Bridges | Moeder op treinstation (ongenoemd)     |
| Jeff Bridges    | kind op treinstation (ongenoemd)       |
| John Cromwell   | Politieman (ongenoemd)                 |

## Productie
De werktitel van de film was The Wall Outside. Aanvankelijk was Hal Roach van plan het verhaal van Ketti Frings te verfilmen met Barbara Stanwyck in de hoofdrol. In augustus 1949 werd aangekondigd dat Howard Hughes de rechten had gekocht om er een toneelstuk van te maken. Dit kwam nooit tot stand. Kort daarop werd de verfilming aangekondigd; in oktober 1949 werd Nicholas Ray genoemd als mogelijke regisseur, maar John Cromwell werd uiteindelijk aangesteld. 
Lizabeth Scott stond destijds onder contract van Paramount Pictures maar werd aan RKO uitgeleend voor deze productie: zij ontving het project met open armen omdat ze destijds was getypecast als femme fatale en dit haar de kans gaf een sympathiek personage neer te zetten.

## Ontvangst
De film was een commerciële flop en verloor $315.000 dollar. Regisseur Cromwell weet het falen van de film aan de casting: volgens hem was Scott geschikter voor de rol als manipulatieve ex-crimineel, terwijl Greer zonder probleem de goedaardige reclasseringsambtenaar zou hebben vertolkt.
De Nederlandse pers sprak destijds matig over het eindresultaat. Recensent van De Volkskrant schreef: "Treffende elementen uit het moeizame reclasseringswerk zijn hierin verwerkt. Het geheel is echter te onsamenhangend en te 'dik' om als 'document humaine' indruk te kunnen maken." Criticus van De Waarheid noemde het "een onwaarschijnlijke film, waarin regisseur John Cromwell de idealisering van het reclasseringswerk er wel wat erg dik bovenop legt."